# Port lotniczy Thumrait
Port lotniczy Thumrait – port lotniczy położony w miejscowości Thumrait w Omanie.

## Linie lotnicze i połączenia
- Oman Air (Maskat)